# Chloanohieris
Chloanohieris là một chi bướm đêm thuộc phân họ Tortricinae của họ Tortricidae.

## Các loài
- Chloanohieris comastes Diakonoff, 1989